# 查爾斯頓 (紐約州)
查爾斯頓（英語：Charleston）是一個位於美國紐約州蒙哥馬利縣的鎮。

## 人口
根據2020年美國人口普查的數據，查爾斯頓的面積為111.02平方千米，當中陸地面積為108.20平方千米，而水域面積為2.21平方千米。當地共有人口1355人，而人口密度為每平方千米12人。